# Котляревська (станиця)
Котляревська (рос. Котляревская) — станиця у Майському районі Кабардино-Балкарії Російської Федерації.
Орган місцевого самоврядування — сільське поселення станиця Котляревська. Населення становить 3468 осіб.

## Історія
Згідно із законом від 27 лютого 2005 року органом місцевого самоврядування є сільське поселення станиця Котляревська.

## Населення
| 1926  | 1970  | 1989  | 2002  | 2010  | 2012  | 2013  |
| ----- | ----- | ----- | ----- | ----- | ----- | ----- |
| 2087  | ↗2976 | ↗3523 | ↗3774 | ↘3468 | ↘3447 | ↘3417 |
| 2014  | 2015  | 2016  | 2017  | 2018  | 2019  | 2020  |
| ↘3375 | ↗3386 | ↗3401 | ↘3375 | ↘3345 | ↘3317 | ↘3301 |